# Exocentrus sumbawanus
Exocentrus sumbawanus là một loài bọ cánh cứng trong họ Cerambycidae.